# Filhos de Tanquinho
Filhos de Tanquinho é um filme brasileiro de 2018, do gênero drama, baseado no 8º livro escrito por Aderaldo Miranda (José Aderaldo de Miranda Souza), de nome “Filhos de Tanquinho”, e que homenageia a história a gente da cidade de Tanquinho, na Bahia. É produzido e escrito por Aderaldo Miranda e dirigido por Luck Santiago.
Estrelado por Tony Maravilha e José Gelmario, e com participação especial de Neusa Borges e Luciana Souza, o longa-metragem foi exibido no Centro Cultural da Câmara de Salvador e conquistou o Prêmio Berimbau de Ouro em 2019, importante galardão cultural, destinado aos mais notórios de Salvador, Bahia.

## Sinopse
O enredo do filme expõe um conflito familiar entre os irmãos Samuel e Samir que têm seus destinos separados quando o primeiro parte para estudar nos Estados Unidos, enquanto o outro emigra para a Arábia Saudita. As discussões geopolíticas e sociais da época, como a Guerra Fria (luta não declarada entre a União Soviética e os Estados Unidos) acabam por reverberar numa divergência entre os irmãos, já que Samuel fortalece sua fé cristã em terras norte-americanas tornando-se ainda militante político contra o islamismo. E para acirrar ainda mais o desentendimento, uma guerra santa torna-se o pivô do rompimento total das relações familiares entre ambos. Os pais Miguel e Sabina, que permaneceram em Tanquinho, sofrem com a distância e desunião dos filhos.

## Produção

### Filmagens e Locações
As filmagens aconteceram na cidade de Tanquinho, urbe localizada na região metropolitana de Feira de Santana, Bahia. Além disso, a produção contou com tomadas em Washington nos Estados Unidos.

## Premiação
Berimbau de Ouro – (2019)